# Alf Gunnmo
Alf Olov Gunnmo, född 19 februari 1942 i Föllinge, Jämtlands län, är en svensk statsvetare och akademisk ledare. Han är bror till Gunno Gunnmo. 
Alf Gunnmo kom i början av 1960-talet till Umeå universitet där han gick grundutbildningen och så småningom även forskarutbildningen och deltog i Pär-Erik Backs kommunforskningsprojekt. År 1971 tog han sin licentiatexamen och kom att arbeta som universitetslektor i Umeå. År 1975 kallades han såsom rektor till Socialhögskolan, senare Högskolan i Östersund, en post han stannade på fram till 1981, då han övergick till den lektorstjänst han fått samtidigt som han utnämnts till rektor. 
Efter turbulensen kring rektorsstolen i Östersund 1989/90 kallades Gunnmo åter som rektor för högskolan 1990–1993 och kom som företrädare för Högskolan i Östersund att spela en avgörande roll för sammanslagningen av Högskolan i Östersund och Högskolan i Sundsvall/Härnösand till Mitthögskolan 1993. Gunnmo utsågs till prorektor och fungerade som Mitthögskolans rektor 1993–1994, då Kari Marklund tillträdde posten. Han fungerade även som tf rektor efter Marklunds avgång 1998, fram till 1999 då Gunnar Svedberg tillträdde. Efter sin avgång som prorektor 1999 stannade Gunnmo kvar på högskolan fram till sin pensionering 2003.